# بشیر (فیلم)
بشیر فیلمی به کارگردانی احمد رمضان‌زاده و نویسندگی احمد رمضان‌زاده، لیندا مشرفی ساختهٔ سال ۱۳۷۳ است.

## بازیگران
- شکرعلی آزادی
- مرتضی کریمی
- فوزیه قریشی
- حجت‌الله ترابیان
- ساناز عندلیب
- علیرضا سلیمی
- علیرضا فیروزی
- عیسی رضایی
- اسحاق ملاحی